# Ford Freestar
Le Ford Freestar est un véhicule automobile monospace du constructeur américain Ford lancé en 2003 en remplacement du Windstar.
Mais à la suite de chiffres de ventes qui furent jugés médiocres, sa production fut arrêtée prématurément. Le dernier modèle sortit des chaînes d'assemblage d'Oakville en Ontario au Canada, le 25 août 2006.
Le Freestar eut son équivalent chez Mercury, vendu sous le nom de Monterey.

## Ford V platform
Le Ford Freestar reprend la plate-forme du Windstar, baptisée V platform et qui a été créée pour les monospaces du groupe Ford.

## Motorisations
Le Freestar a reçu deux moteurs à essence :
- V6 3,9 L 193 ch.
- V6 4,2 L 201 ch.

Ces deux moteurs utilisent une boîte automatique à 4 rapports. Le V6 3,9 L a été uniquement vendu aux États-Unis.

## Galerie photos

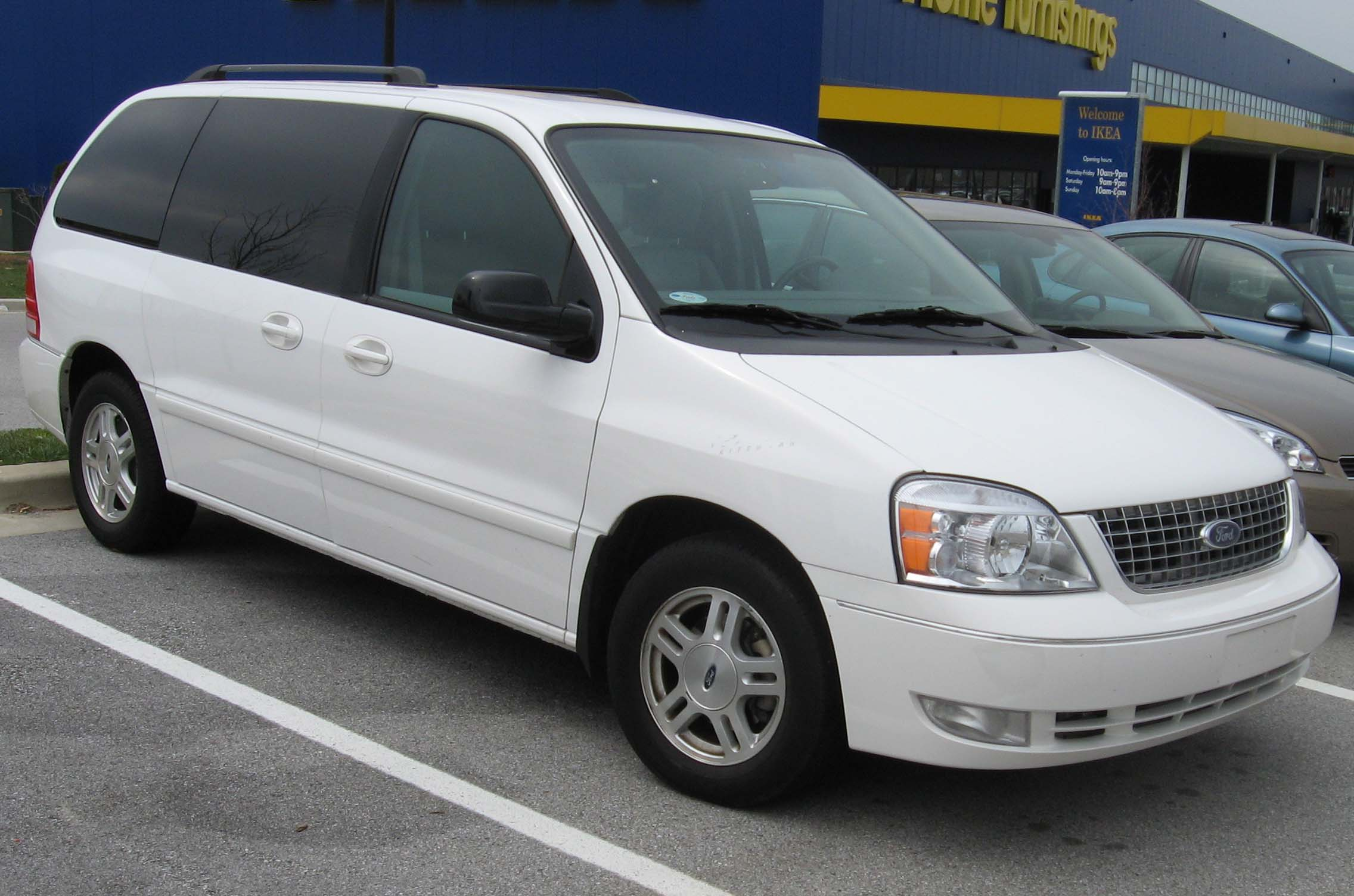
Freestar
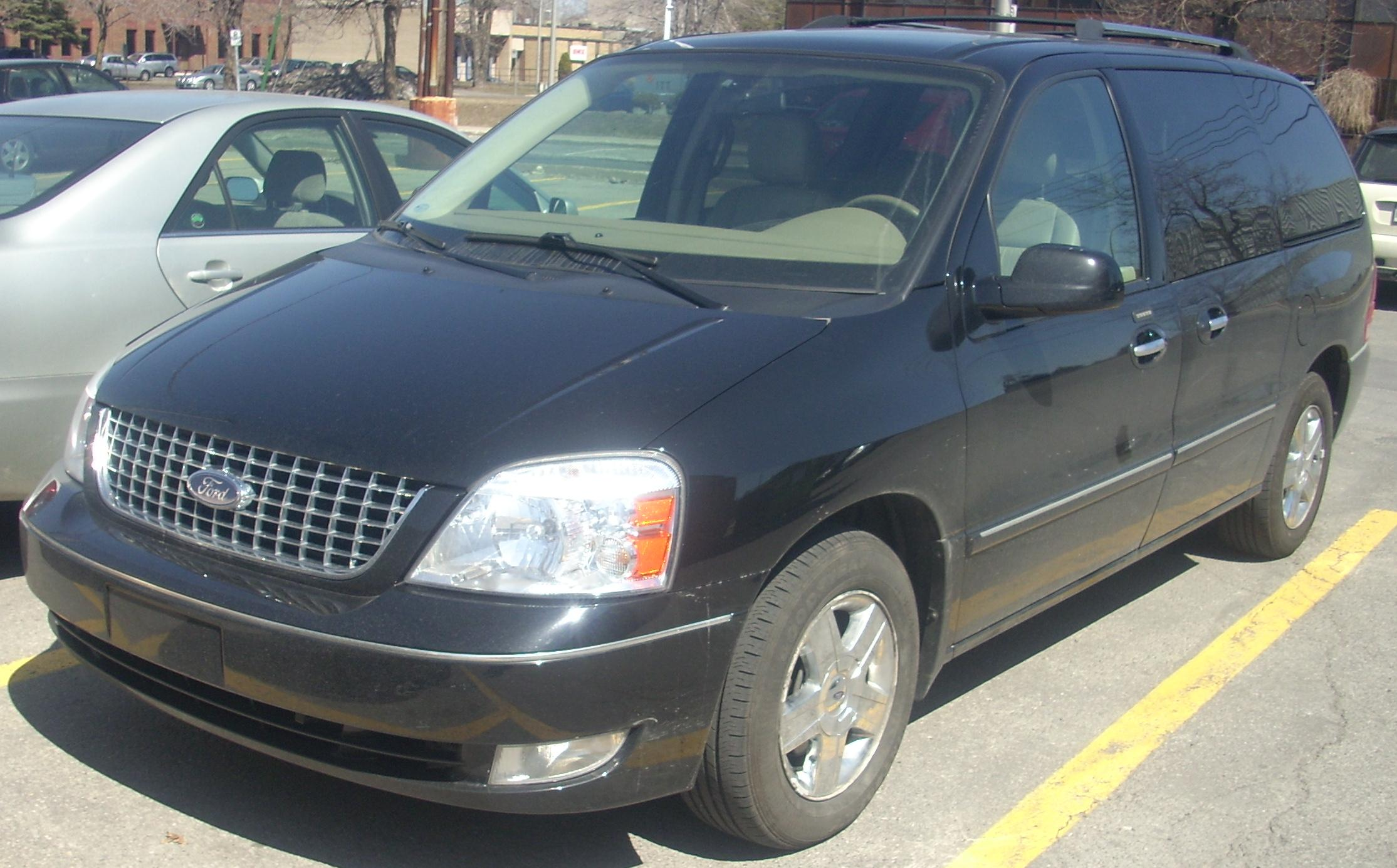
Freestar
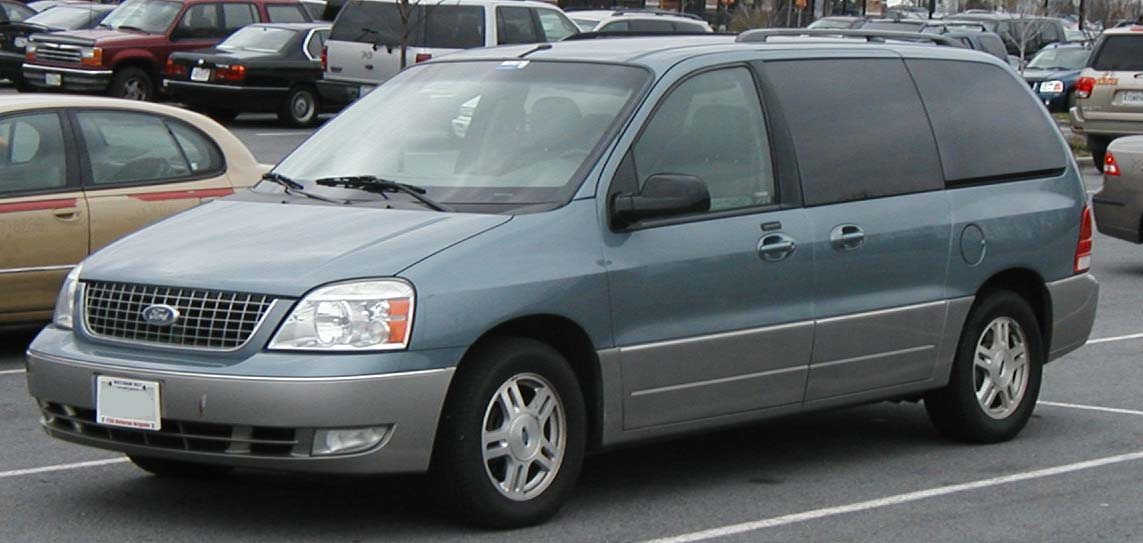
Freestar Limited
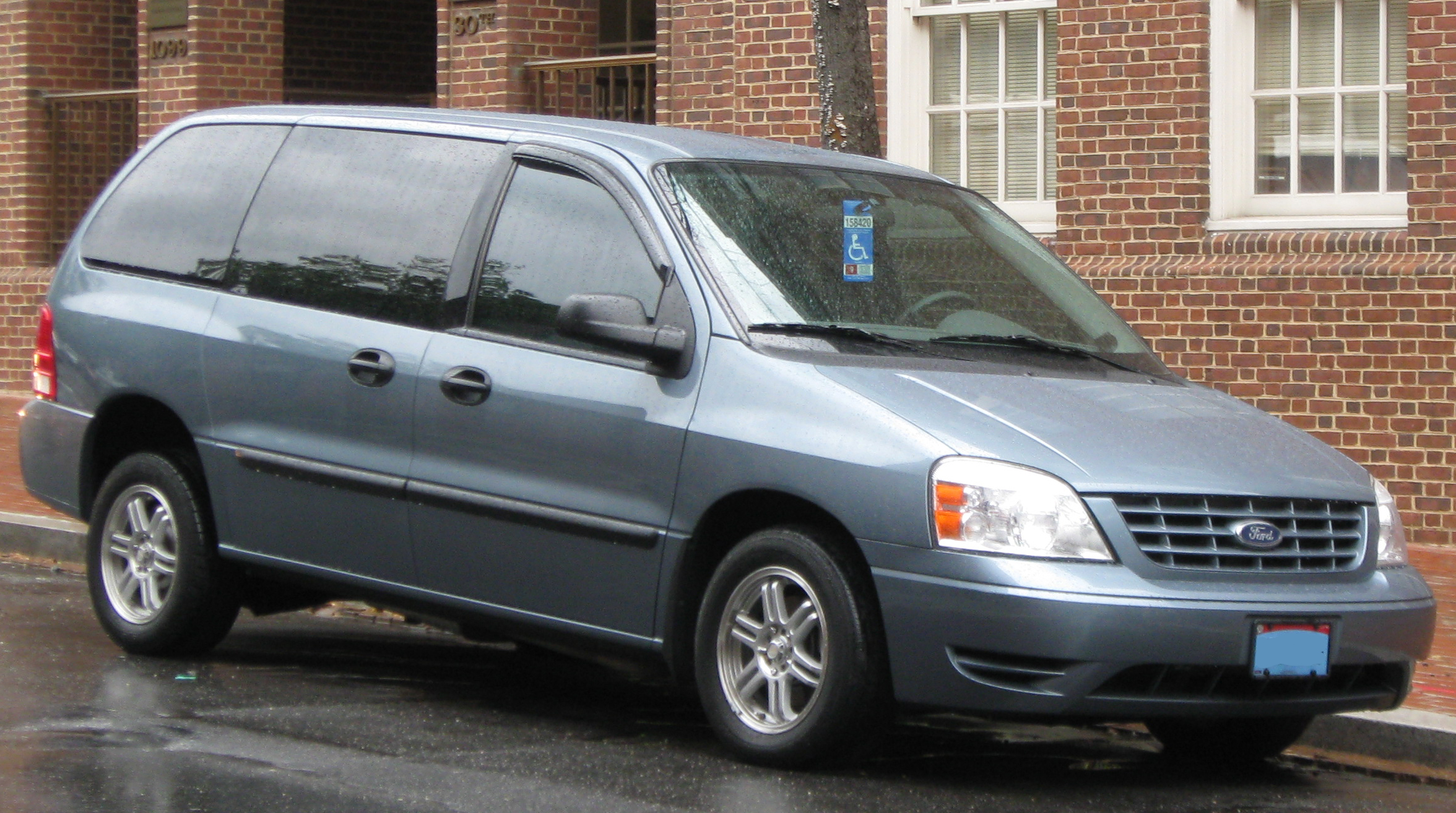
Freestar

## Ventes aux États-Unis
| Année         | Ventes  | Diff.   |
| ------------- | ------- | ------- |
| 2003 (3 mois) | 15 771  |         |
| 2004          | 100 622 | +538 %  |
| 2005          | 77 585  | -22,9 % |
| 2006          | 50 125  | -35,4 % |
| 2007          | 2 390   | -95,2 % |
| Total         | 246 493 |         |

NB : Le Freestar a été lancé en octobre 2003.

## Succession
Le Freestar n'a été remplacé qu'en 2008 avec l'arrivée du Ford Flex, basé sur le concept-car Fairlane présenté en 2005.